# 크로커다일속
크로커다일속(Crocodylus)은 크로커다일과에 속하는 세 가지 속 중 하나이다. 아시아, 아프리카, 아메리카, 오세아니아 지역에 널리 분포해 있는 속이며 일반적으로 사람들이 말하는 '크로커다일'을 통칭하는 속이다.

## 하위 종
- 필리핀악어(C. mindorensis)
- 쿠바악어(C. rhombifer)
- 늪악어(C. palustris)
- 시암악어(C. siamensis)
- 바다악어(C. porosus)
- 나일악어(C. niloticus)
- 오리노코악어(C. intermedius)
- 아메리카악어(C. acutus)
- 오스트레일리아악어(C. johnstoni)
- 멕시코악어(C. moreletii)
- 서아프리카악어(C. suchus)
- 뉴기니악어(C. novaeguineae)